# Centropomus nigrescens
Centropomus nigrescens е вид бодлоперка от семейство Centropomidae. Видът не е застрашен от изчезване.

## Разпространение и местообитание
Разпространен е в Гватемала, Еквадор, Колумбия, Коста Рика, Мексико, Никарагуа, Панама, Перу, Салвадор и Хондурас.
Среща се на дълбочина от 0,3 до 2 m.

## Описание
На дължина достигат до 1,2 m, а теглото им е не повече от 26,2 kg.